# Солан (округ)
Солан (англ. Solan) — один из двенадцати округов в индийском штате Химачал-Прадеш. Образован 1 сентября 1972 года в результате реорганизации округов штата. Расположен в юго-восточной части Химачал-Прадеш. Административный центр и крупнейший населённый пункт округа — город Солан. Разделён на четыре подокруга: Солан, Налагарх, Арки и Кандагхат. На территории округа ранее существовали несколько княжеств.
Согласно всеиндийской переписи 2001 года население округа составляло 500 557 человек. Уровень грамотности взрослого населения равнялся 66,41 %, что выше среднеиндийского уровня (59,5 %). Доля городского населения составляла 18,22 %.

## История
Нынешний округ включает в себя земли княжеств Бхагала, Бхагата, Кунихара, Кутхара, Мангала, Беджа, Махлога, Налагарха и части Кеонтхала и Котчи и холмистые земли Пенджаба, присоединённые 1 ноября, 1966. Округ был выделен 1 сентября 1972. Округ был образован при соединении техсилов Солана и Арки бывшего округа Махасу и техсилов Кандагхата Налагарх из округа Шимла. Имя округа от Мата Шулини Деви. Говорят, она спасла Солан от разрушения.

## Административное деление
Округ делится на 4 части: Солан, Налагарх, Арки и Кандагхат. Солан делится на техсилы Солан и Касаули. Налагарх, Арки и Кандагхат состоят из одноимённых техсилов, соответственно.
В округе собирается 5 окружных собраний Видхан Сабха : Арки, Налагарх, Дун, Солан и Касаули. Все они части собрания штата: Шимла Лок Сабхи.

## Достопримечательности
Есть несколько достопримечательностей в округе. Храм Мата Шулини Деви около Андаар Баазар, Джатоли-мандир на дороге раджгхат, детский парк на дороге Мали, Джавахар парк, на вершине холма, Пивоваренная Мохан Маккейн (Старейшая в Индии). Поезд-игрука ходит от Солана по Калка-Шимлской дороге. Поезд и маршрут обладают исторической значимостью.